# Maria Luisa Larisch-Wallersee

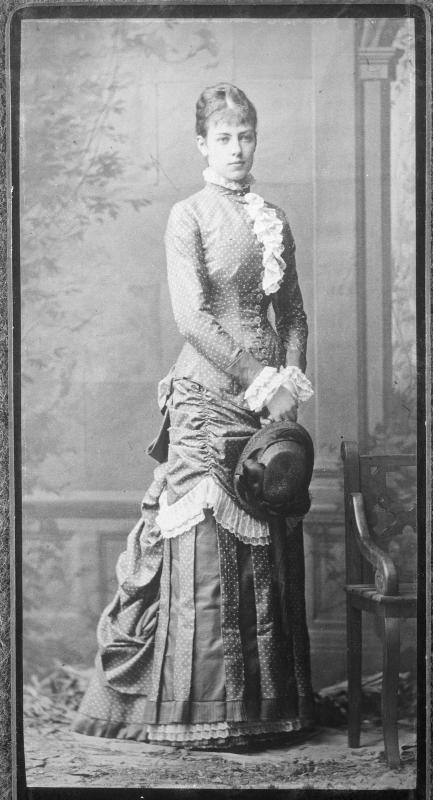
La contessa Marie Louise von Wallersee fotografata da Josef Löwy

Contessa Maria Luisa Larisch von Moennich (Augusta, 24 febbraio 1858 – Augusta, 4 luglio 1940) nata come Marie Louise Elizabeth Mendel e conosciuta come Marie Louise Larisch von Moennich, baronessa di Wallersee e contessa Larisch, era la figlia legittimata del duca Luigi in Baviera e di sua moglie Henriette Mendel. Era quindi nipote dell'imperatrice d'Austria e della regina delle Due Sicilie.

## La Vita

### Infanzia

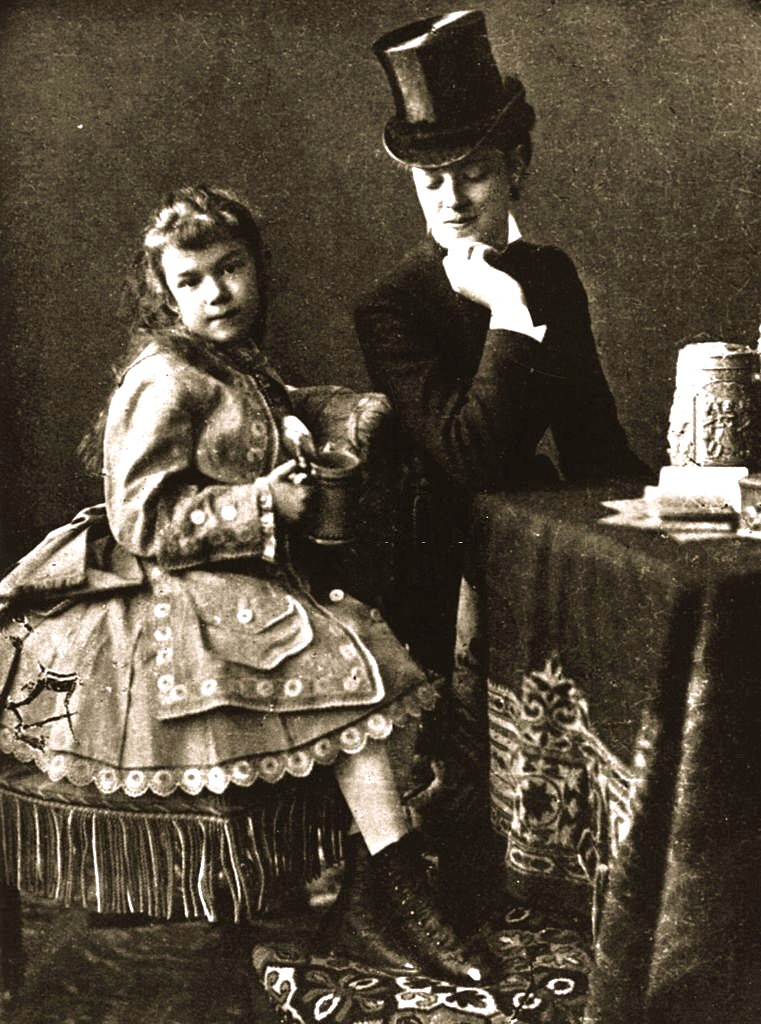
Maria Luisa con Maria Valeria

Quando nacque i genitori non erano ancora sposati, in quanto la famiglia aristocratica del padre si opponeva al matrimonio di un loro membro con una borghese di umili origini. Le nozze, e quindi la legittimazione, avvennero un anno dopo. Suo padre però dovette rinunciare al diritto di primogenitura.
Elisabetta era particolarmente legata alla nipote: lo dimostrano numerosi inviti e regali da parte dell'imperatrice. Su suggerimento della zia, Maria Luisa frequentò la Hohe Schule, dove studiò inglese, francese e spagnolo, e si dedicò alla musica e al canto. Ciò che le univa era la comune passione per i cavalli.

### Matrimonio
Fu la stessa Elisabetta a interessarsi al matrimonio della nipote. Scelse per lei il conte Georg Larisch-Moennich. I conti Larisch-Moennich erano un'antichissima famiglia slesiana i cui membri erano stati spesso al servizio della casa imperiale.
Il matrimonio avvenne il 20 ottobre 1877 nella cappella del castello di Gödöllő.
Maria Luisa e Georg vissero dapprima nel castello di Schonstein, nei pressi di Troppau, poi nel castello di Piersna a Karwin, in Slesia. Qui nacquero i primi due figli della coppia. In tutto ebbero:
- Francesco Giuseppe (1878–1937); sposa l'americana Mary Saterfield con cui ha avuto due figli:
  - Hans-Heinrich George Ludwig Franz Maria Comte Larisch de Moennich
    - Demetre Johann Benedikt Ferdinand Franz  Maria Comte Larisch de Moennich

  - Marie Valerie Franziska Georgine (1879–1915), sposò il visconte Michelle Visentin, originario del Trentino. I due ebbero insieme un unico figlio. Non essendo più in grado di avere figli e vivendo separata dal marito da anni ottenne il divorzio per diventare suora missionaria laica. Mori di febbre tropicale nel 1915[1];
    - Giovanni Visentin
- Maria Valeria (1879–1915);
- Maria Enrichetta (1884-1907);
- Giorgio Enrico (1886-1909).
- Federico Carlo (1894 - 1929)

Subito dopo il matrimonio Maria Luisa e il marito ottennero il permesso ufficiale di entrare a corte. Nel 1878 Maria Luisa venne nominata dama di compagnia della zia e nel 1880 il marito Georg ottenne l'incarico di Primo Tesoriere.

### L'amicizia con Maria Vetsera

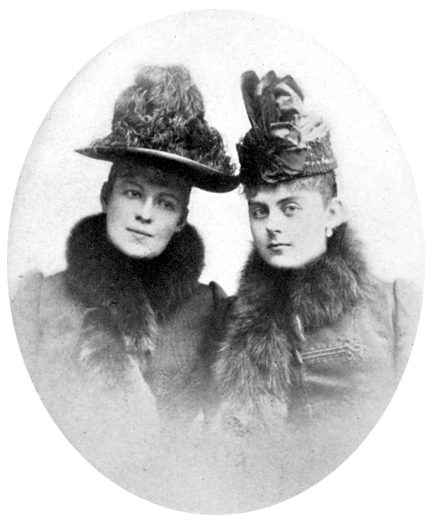
Maria Luisa e Maria Vetsera

Maria e Georg decisero di costruire nei pressi di Pardubitz un grande castello e darsi all'allevamento di cavalli da corsa. Per non dover nel frattempo abitare in albergo, i conti Larisch furono temporaneamente ospitati da Enrico Baltazzi. Qui Maria Luisa ebbe modo di stringere amicizia con la baronessa Elena Vetsera. Frequentando il salotto della baronessa, Maria Luisa conobbe sua figlia Maria Vetsera. Quest'ultima era attratta dal principe ereditario Rodolfo d'Asburgo, il quale a sua volta ricambiava l'interesse. Fu così che Maria Luisa divenne l'intermediaria tra i due e favorì e coprì i loro incontri segreti.
Era la stessa Maria Luisa infatti ad accompagnare la giovane amica agli incontri col principe. E l'accompagnò anche il 28 gennaio 1889 prima della fuga per Mayerling: qui i due amanti, nel casino di caccia, furono ritrovati morti suicidi.
A Maria Luisa, colpevole di aver favorito il rapporto tra i due, fu vietato di partecipare al funerale del cugino nella Cripta dei Cappuccini, fu bandita dalla Corte di Vienna e non rivide mai più gli zii imperatori.

### Ritorno in Baviera
Non potendo più partecipare alla vita di corte austriaca, Maria Luisa fu costretta a ritornare in Baviera. Nel giugno del 1890 acquistò una grande villa di campagna nei pressi di Rottach. Nel 1891 morì sua madre Henriette e alcuni mesi dopo l'amata nonna Ludovica di Baviera. Il padre si risposò con la ventunenne Antonie Barth, una ballerina dell'Hoftheater.
Georg intanto si trasferì in Slesia e troncò ogni rapporto con la moglie. Il loro matrimonio fu successivamente sciolto dal tribunale di Monaco, che considerò colpevole Maria Luisa e affidò i figli a Georg. Solo all'ultimogenito fu permesso di rimanere con la madre.

### Secondo matrimonio
Tempo dopo, il 15 maggio 1897 a Monaco di Baviera, Maria Luisa si sposò con Otto Brucks, un cantante ventisettenne dell'Opera di Monaco di Baviera.
La coppia ebbe un unico figlio:
- Otto (9 marzo 1899-1977).

### Maria Luisa scrittrice
Maria Luisa aveva sempre tenuto una sorta di diario in cui parlava della vita trascorsa insieme alla zia imperatrice. Decise quindi di mettere insieme tutti i suoi scritti e pubblicare un libro.
L'imperatore Francesco Giuseppe, vedovo di Elisabetta, cercò di impedire quella pubblicazione inviando il barone Wilczek e il direttore della Landerbank Palmer per comprare da Maria Luisa tutte quelle memorie. Sia lei sia il secondo marito ottennero innumerevoli vantaggi, tra cui una consistente rendita vitalizia di 80.000 corone.
Col denaro a disposizione i coniugi restaurarono e arredarono sfarzosamente la loro villa a Rottach. Qui iniziarono a organizzare ogni sera balli, ricevimenti e feste grandiose, sperperando somme da capogiro.
Maria Luisa volle scrivere un libro sugli amori dell'imperatrice, in quanto era stata sua intima confidente. Ancora una volta Francesco Giuseppe inviò il barone Wilczek e il banchiere Palmer per arrivare a un altro accordo in denaro.
Ciò che spingeva la donna a fare ciò era il continuo bisogno di denaro in quanto, anche nel periodo in cui si trovava sotto l'ala protettrice della zia, era solita spendere molto di più di quanto si potesse permettere.
Nella primavera del 1913 a Londra Maria Luisa riuscì a pubblicare My Past, il suo libro di memorie scritto in collaborazione con la giornalista Maud Chester. L'opera, pubblicata presso l'editore londinese Eveleigh Nash, raccontava i fatti di Mayerling.
Nello stesso anno uscì anche a Berlino col nome di Meine Vergangenheit.

### Vedovanza
Con l'intercessione dell'imperatore, compresa nell'accordo stipulato tra questi e la moglie per comprare i suoi scritti, Otto Bruks aveva ottenuto la direzione del teatro di Metz (1906). 
Le sue condizioni di salute iniziarono però a peggiorare: soffriva di cirrosi epatica e di ipertensione. Agli inizi di gennaio del 1914 si ammalò inoltre di polmonite e morì il 15 di quel mese. La moglie era in Inghilterra e non partecipò ai funerali.

### Maria Luisa crocerossina
Dopo esser stata al capezzale della figlia moribonda Maria Valeria, infermiera in Africa, Maria Luisa volle diventare crocerossina. Seguì un corso a Monaco di Baviera e lavorò in Alsazia, a Baden-Baden, in Francia e infine a Monaco. Nel frattempo tutti i suoi averi, già ipotecati per pagare i numerosi debiti che aveva contratto, furono venduti all'asta. Quando lasciò il lavoro da crocerossina Maria Luisa, ormai sessantenne, si ritrovò senza casa.

### Maria Luisa sceneggiatrice
In quel periodo trovò lavoro presso una casa di produzione di film muti divenendone la sceneggiatrice. Il primo film a cui lavorò riguardava proprio la storia di Mayerling, poi nacque un progetto sulla vita di Luigi II di Baviera e un altro sull'imperatrice Elisabetta. Per un breve periodo Maria Luisa ricevette un discreto stipendio, ma in seguito la casa di produzione fallì e di conseguenza si ritrovò senza lavoro.

### Negli Stati Uniti
Maud Chester le commissionò un articolo che in seguito venne pubblicato su un giornale americano. Questo venne letto da un agricoltore di origine belga, William Henry Meyers, che la contattò proponendole di dirigere un sanatorio. Le inviò un assegno e un biglietto per gli Stati Uniti. Maria Luisa, ormai sul lastrico, si imbarcò subito e il 24 settembre 1924 sposò Meyers. Da quanto scrisse il marito la teneva segregata in casa dandole solo latte e pane da mangiare.
Nel 1926 la previdenza sociale le diede la possibilità di vivere a New York: qui Maria Luisa lavorò e abitò in un misero ricovero per senzatetto. 
Riuscì a conoscere proprio a New York una facoltosa contessa di origine austriaca che la introdusse nel suo salotto: per i presenti la nipote dell'imperatrice Elisabetta d'Austria suscitava curiosità. Paul Branden, editore della rivista "American Monthly", la fece lavorare qualche volta nella sua redazione e le spianò la strada della carriera letteraria.

### Ritorno in Europa
Nel 1930 Maria Luisa tornò nella sua città natale. Nel 1934 pubblicò a New York il libro Her Majesty Elizabeth of Austria-hungary, the Beautiful tragic Empress of Europe's Most Brilliant Court, che uscì anche a Parigi, a Madrid e a Londra. Pubblicò inoltre a Lipsia Kaiserin Elisabeth und ich e Die Heldin von Gaeta. Le opere però le fruttarono poco profitto in quanto la maggior parte dei guadagni andavano a Branden. Ugualmente altri editori la pagavano pochissimo.
Ridotta in povertà assoluta, nel marzo 1939 si trasferì nel convento di San Servazio, dove morì il 4 luglio 1940. Fu sepolta nell'Ostfriedhof di Monaco di Baviera accanto al padre.

## Biografia
L'unica biografia completa della contessa Larisch-Wallersee:
Brigitte Sokop, Jene Gräfin Larisch... Marie Louise Gräfin Larisch Wallersee. Vertraute der Kaiserin - Verfemte nach Mayerling, Wien, Böhlau, 1985.

## Ascendenza
|                                           |                         |                                          | Genitori                                       |  |  | Nonni |  |  | Bisnonni                  |  |  | Trisnonni                |  |
|                                           |                         |                                          |                                                |  |  |       |  |  | 8. Pio Augusto in Baviera |  |  | 16. Guglielmo in Baviera |  |
|                                           |                         |                                          |                                                |  |  |       |  |  | 8. Pio Augusto in Baviera |  |  | 16. Guglielmo in Baviera |  |
|                                           |                         | 17. Maria Anna di Zweibrücken-Birkenfeld |                                                |  |  |       |  |  | 8. Pio Augusto in Baviera |  |  |                          |  |
| 4. Massimiliano Giuseppe in Baviera       |                         |                                          |                                                |  |  |       |  |  | 8. Pio Augusto in Baviera |  |  |                          |  |
|                                           |                         | 9. Amalia Luisa di Arenberg              | 18. Ludovico Maria di Arenberg                 |  |  |       |  |  |                           |  |  |                          |  |
|                                           |                         | 9. Amalia Luisa di Arenberg              | 18. Ludovico Maria di Arenberg                 |  |  |       |  |  |                           |  |  |                          |  |
|                                           |                         | 9. Amalia Luisa di Arenberg              | 19. Marie Adélaïde Julie de Mailly-Nesle       |  |  |       |  |  |                           |  |  |                          |  |
| 2. Ludovico in Baviera                    |                         | 9. Amalia Luisa di Arenberg              |                                                |  |  |       |  |  |                           |  |  |                          |  |
|                                           |                         | 10. Massimiliano I Giuseppe di Baviera   | 20. Federico Michele di Zweibrücken-Birkenfeld |  |  |       |  |  |                           |  |  |                          |  |
|                                           |                         | 10. Massimiliano I Giuseppe di Baviera   | 20. Federico Michele di Zweibrücken-Birkenfeld |  |  |       |  |  |                           |  |  |                          |  |
|                                           |                         | 10. Massimiliano I Giuseppe di Baviera   | 21. Maria Francesca del Palatinato-Sulzbach    |  |  |       |  |  |                           |  |  |                          |  |
| 5. Ludovica di Baviera                    |                         | 10. Massimiliano I Giuseppe di Baviera   |                                                |  |  |       |  |  |                           |  |  |                          |  |
|                                           |                         | 11. Carolina di Baden                    | 22. Carlo Luigi di Baden                       |  |  |       |  |  |                           |  |  |                          |  |
|                                           |                         | 11. Carolina di Baden                    | 22. Carlo Luigi di Baden                       |  |  |       |  |  |                           |  |  |                          |  |
|                                           |                         | 11. Carolina di Baden                    | 23. Amalia d'Assia-Darmstadt                   |  |  |       |  |  |                           |  |  |                          |  |
| 1. Marie Louise von Larisch-Wallersee     |                         | 11. Carolina di Baden                    |                                                |  |  |       |  |  |                           |  |  |                          |  |
|                                           | 12. Johann Peter Mendel | …                                        |                                                |  |  |       |  |  |                           |  |  |                          |  |
|                                           | 12. Johann Peter Mendel | …                                        |                                                |  |  |       |  |  |                           |  |  |                          |  |
|                                           | 12. Johann Peter Mendel | …                                        |                                                |  |  |       |  |  |                           |  |  |                          |  |
| 6. Johann Adam Mendel                     | 12. Johann Peter Mendel |                                          |                                                |  |  |       |  |  |                           |  |  |                          |  |
|                                           |                         | 13. Anna Catharine Barbara Walther       | …                                              |  |  |       |  |  |                           |  |  |                          |  |
|                                           |                         | 13. Anna Catharine Barbara Walther       | …                                              |  |  |       |  |  |                           |  |  |                          |  |
|                                           |                         | 13. Anna Catharine Barbara Walther       | …                                              |  |  |       |  |  |                           |  |  |                          |  |
| 3. Auguste Henriette Mendel von Wallersee |                         | 13. Anna Catharine Barbara Walther       |                                                |  |  |       |  |  |                           |  |  |                          |  |
|                                           |                         | 14. Jogann Heinrich Müller               | …                                              |  |  |       |  |  |                           |  |  |                          |  |
|                                           |                         | 14. Jogann Heinrich Müller               | …                                              |  |  |       |  |  |                           |  |  |                          |  |
|                                           |                         | 14. Jogann Heinrich Müller               | …                                              |  |  |       |  |  |                           |  |  |                          |  |
| 7. Anna Sophie Müller                     |                         | 14. Jogann Heinrich Müller               |                                                |  |  |       |  |  |                           |  |  |                          |  |
|                                           |                         | 15. Anna Margarethe Vonhoff              | …                                              |  |  |       |  |  |                           |  |  |                          |  |
|                                           |                         | 15. Anna Margarethe Vonhoff              | …                                              |  |  |       |  |  |                           |  |  |                          |  |
|                                           |                         | 15. Anna Margarethe Vonhoff              | …                                              |  |  |       |  |  |                           |  |  |                          |  |
|                                           |                         | 15. Anna Margarethe Vonhoff              |                                                |  |  |       |  |  |                           |  |  |                          |  |